# パリ市庁舎
パリ市庁舎 ( オテル・ド・ヴィル・ド・パリ、Hôtel de Ville de Paris)  は、フランスのパリにある建物で、パリの地方行政機関がその中に入っている。略称でも用いられる Hôtel de Ville (フランス語発音: [otɛl də vil]) 自体は「市役所」ないし「市庁舎」の意味になる。1357年以降パリ4区に位置する現在地に建設され、現在までパリの行政機関がこの建物を使用しているが、それ以前からこの地は「グレーヴ広場 (place de Grève) 」と呼ばれていた。
地方行政機関の他、1977年からはパリ市長がこの建物を利用、また大きなレセプション会場としても利用されている。2024年パリオリンピックではマラソンのスタート地点として使用される。

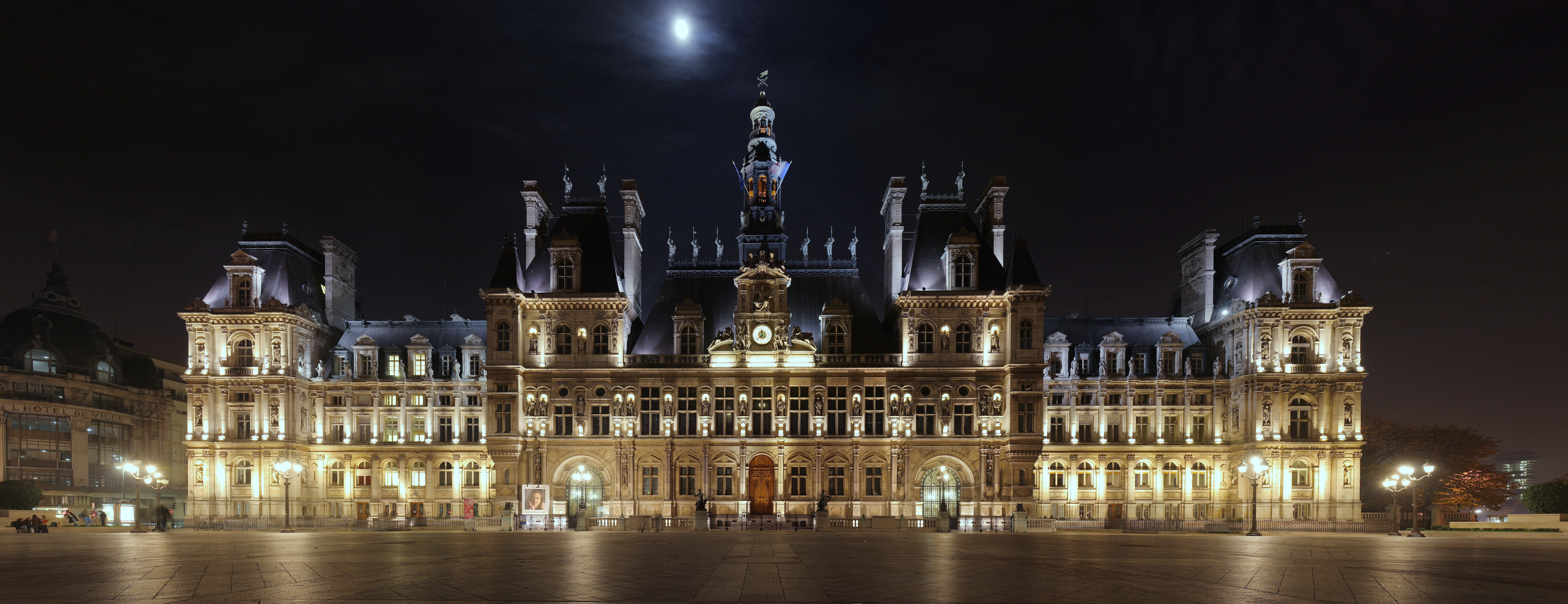
夜のパリ市庁舎

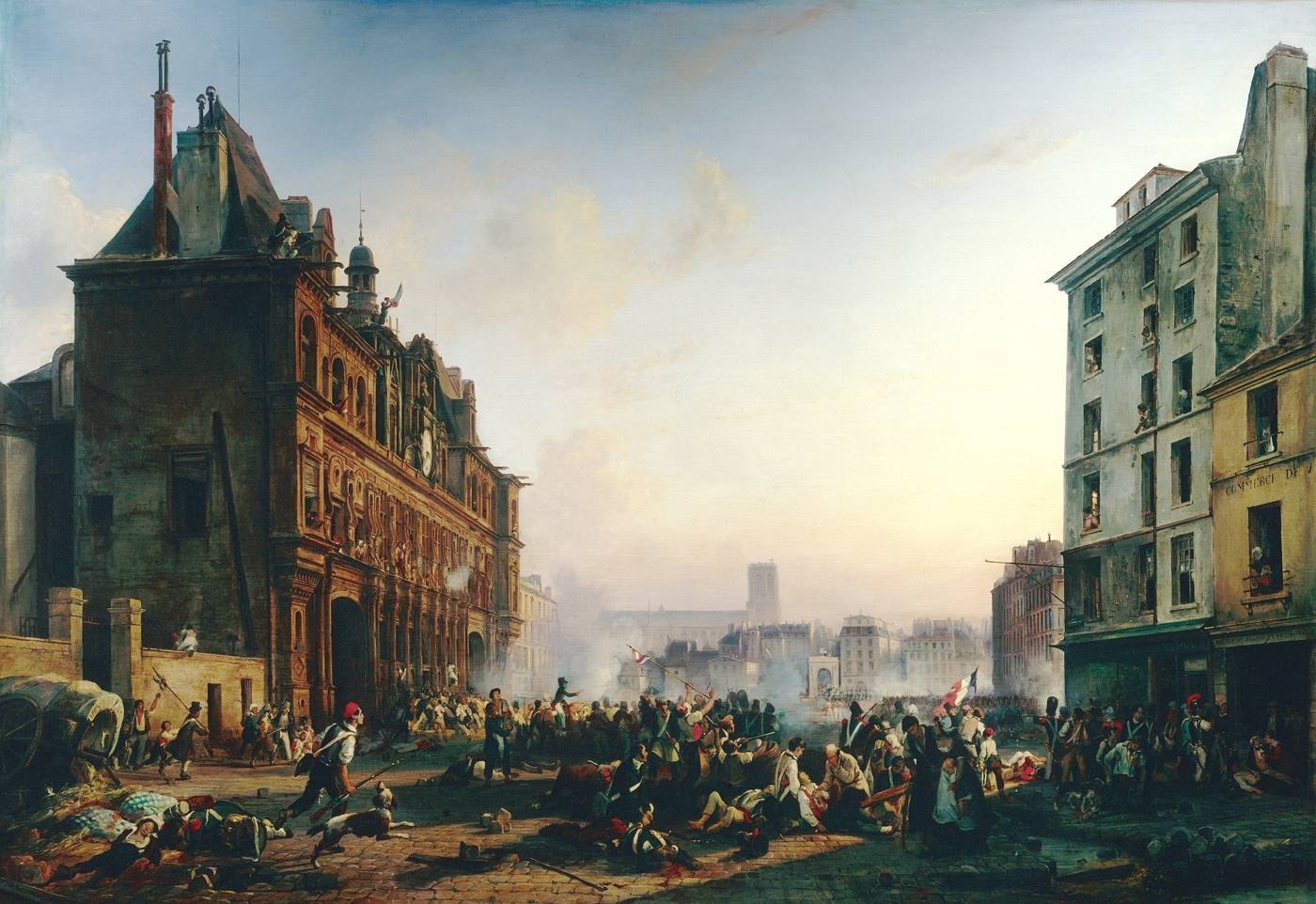
左がパリ市庁舎。7月革命の出来事、ジョゼフ・ボーム。2つの翼は、この数年後に建築された。

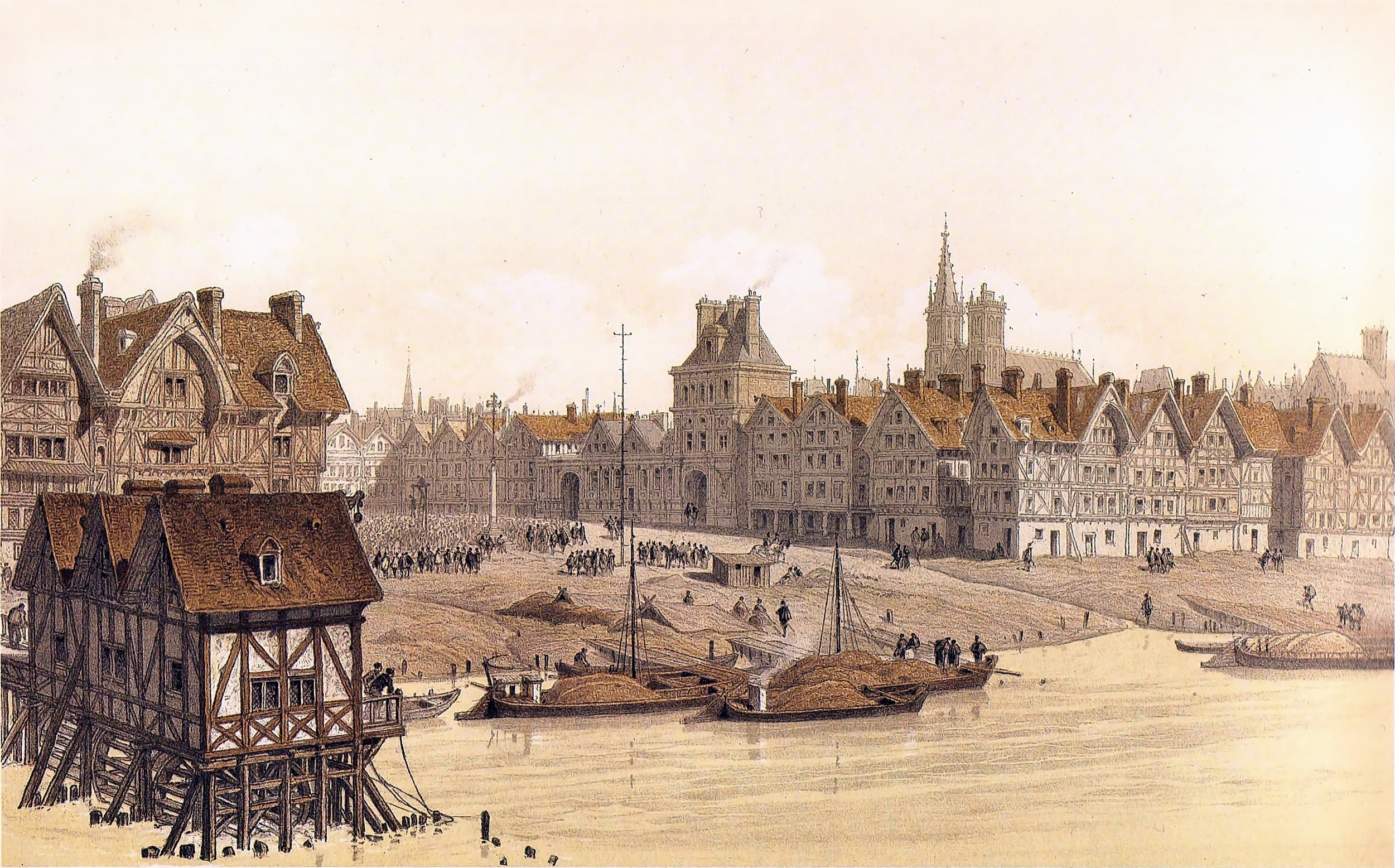
パリ市庁、1583年の様子

## 歴史
1357年7月、パリの商人頭で実質的にはパリ市長の地位にあったエティエンヌ・マルセルが、「柱の家」と呼ばれる建物を自治体名義で購入した。
この建物は緩やかに傾斜した砂利浜に面しており、この浜は小麦や材木などの荷物を搬入するための川港として使われていた。
のちにこの場所は正方形の広場となり、グレーヴ広場 (place de Grève,「砂利広場」の意) と呼ばれた。この広場にはパリ市民が、特に公開処刑を見学するためによく集まった。1357年以降、パリ市の行政機関は、現在まで同じ場所にある。1357年以前には、パリ市の行政機関は、現在のパリ1区東側シャトレ近くの parloir aux bourgeois (ブルジョワジー集会所の意) にあった。
1533年、王のフランソワ1世は、ヨーロッパでもキリスト教世界でも最も大きな都市であるパリにふさわしい市庁舎を設置すると決めた。王は、イタリア人のドミニク・デ・コルトーネ、フランス人のピエール・シャンビージュの2人の建築家を任命した。「柱の家」は取り壊され、ルネサンスに感銘を受けていたドミニクは、高く広々とした、光に溢れる洗練された建物を設計した。建設工事は、ルイ13世統治下の1628年まで続いた。
その後200年間、市庁舎の建物自体には大きな変化はなかった。
この間、馬上槍試合でアンリ2世を事故死させた後ユグノー戦争を戦ったモンゴムリ伯ガブリエル・ド・ロルジュが1574年6月26日、市庁舎前グレーヴ広場で斬首刑に処された。1757年3月28日、ロベール＝フランソワ・ダミアンがルイ15世への王殺し未遂の科で同広場で八つ裂きの刑で公開処刑に処された。さらにフランス革命が起こり、1789年7月14日、最後の商人頭ジャック・ド・フレッセルが、怒り狂った民衆により市庁舎前で殺害されている。またテルミドールのクーデターでは、マクシミリアン・ロベスピエールがその支持者とともに、市庁舎内で顎を撃たれて逮捕されている。
1835年になり、セーヌ県知事のランビュトー伯クロード=フィリベール・バルテローの指示により、2つの翼棟が建設され、翼は正面ファサードのギャラリーに接続された。この拡張工事により、市庁舎は広々としたものになった。このときの建築家は、エティエンヌ=イポリット・ゴデ Étienne-Hippolyte Godde とジャン＝バティスト・ルシュール Jean-Baptiste Lesueur であった。

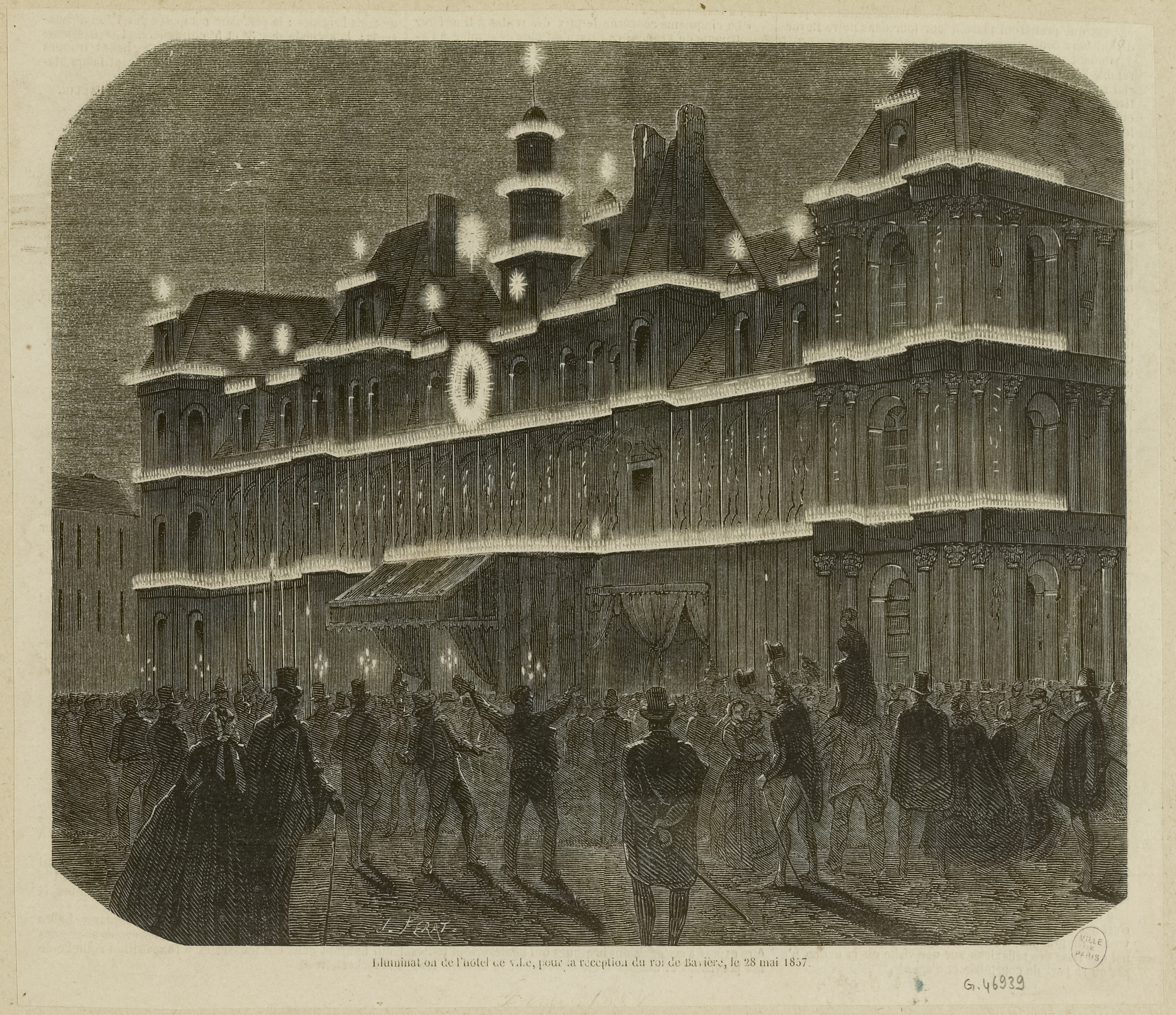
1857年5月28日、マクシミリアン2世のレセプションのためにライトアップされた市庁舎。
（J.フェラによるリトグラフ）

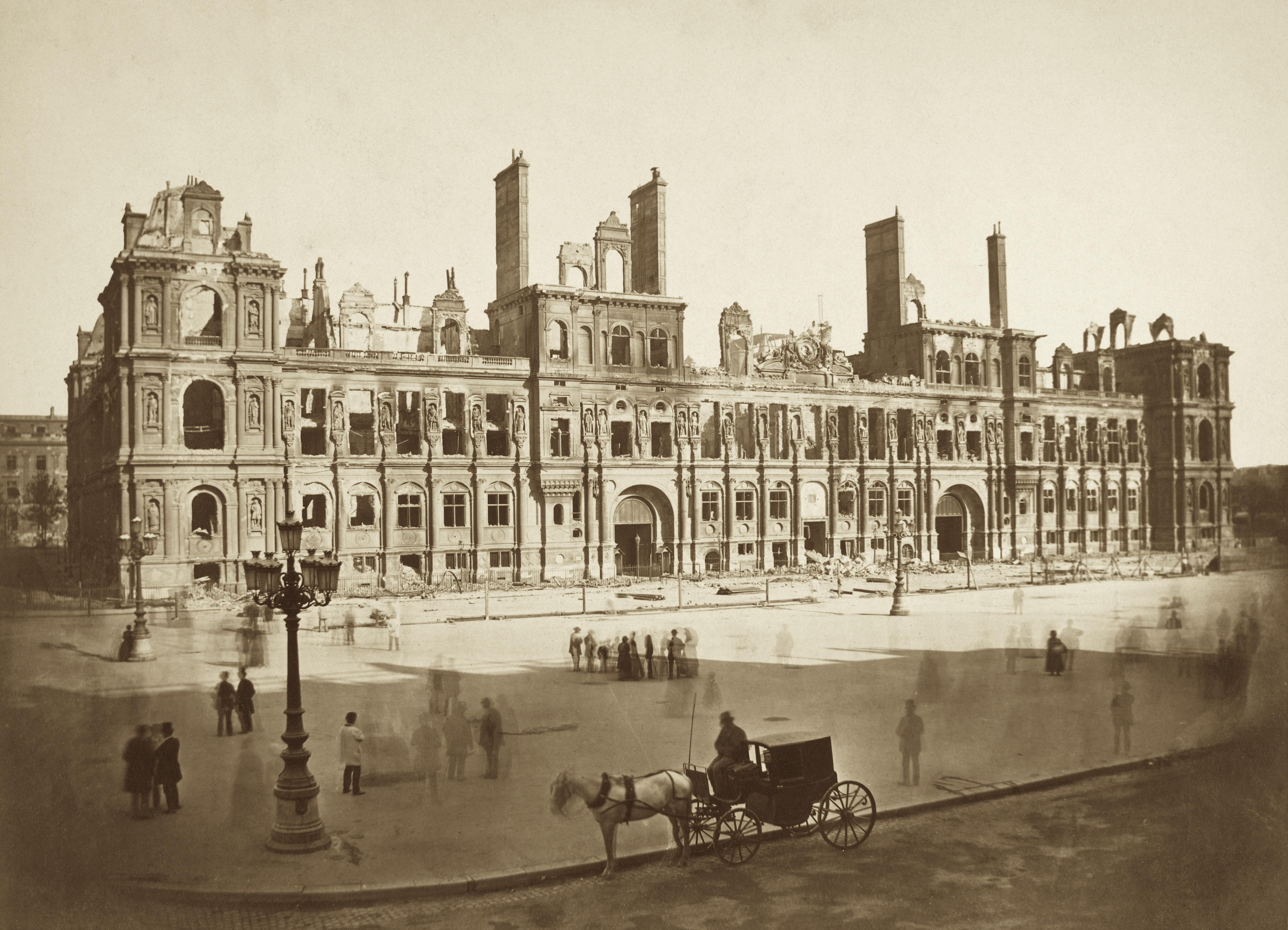
パリ・コミューン後の市庁舎。

普仏戦争時には、市庁舎を舞台にいくつかの政治的事件が繰り広げられた。1870年10月30日に改革派が市庁舎に押し入り、国防政府に対し、パリ・コミューンの設立を求め、度重なる要求を行う。旧政権は、1807年に建設された地下トンネルを通って市庁舎に突入した兵士により「救出」された。このトンネルは、現在も市庁舎と近くの兵舎とを連絡している。1871年1月18日、プロイセンへの降伏を予測した群衆が抗議のため市庁舎前に集まると、兵士が市庁舎から群衆に発砲し、数人の犠牲者が出た。パリ・コミューンはパリ市庁舎をその本部に選んだ。
反コミューン派の軍が市庁舎に近づくと、コミューンの支持者が市庁舎に火をつけ、フランス革命期から当時まで残っていた公文書のほとんどが焼失した。炎は内側から市庁舎を包み、後には石造りの骨組みだけが残された。
時代が下って第二次世界大戦中の1944年8月25日には、パリの解放を目指す連合国軍とドイツ軍が市内で交戦。砲弾が市庁舎に命中し大損傷を受けた。

## 再建

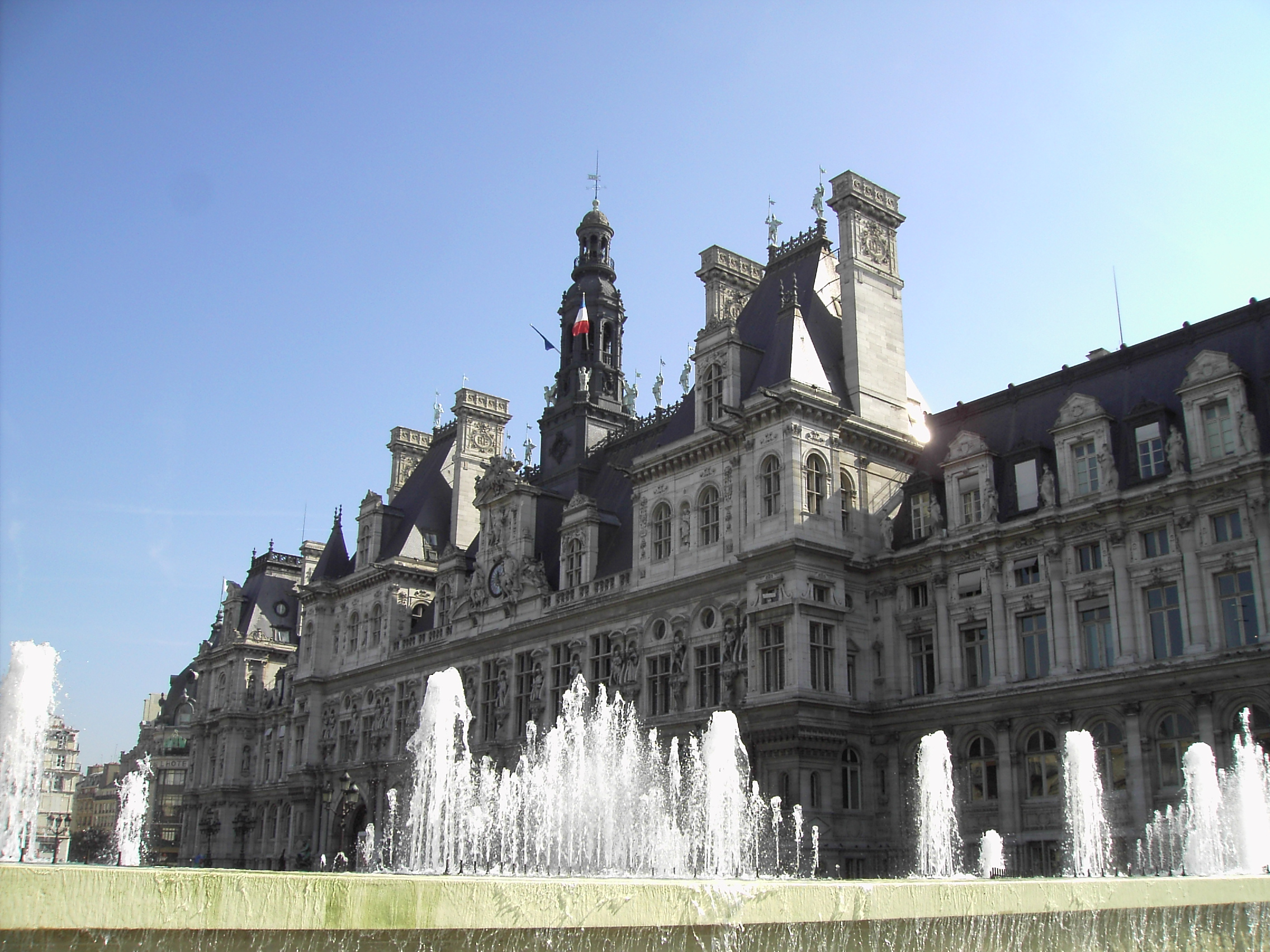
1870年代、ロワール渓谷の城を参考に、フランス・ルネサンス様式で再建された。

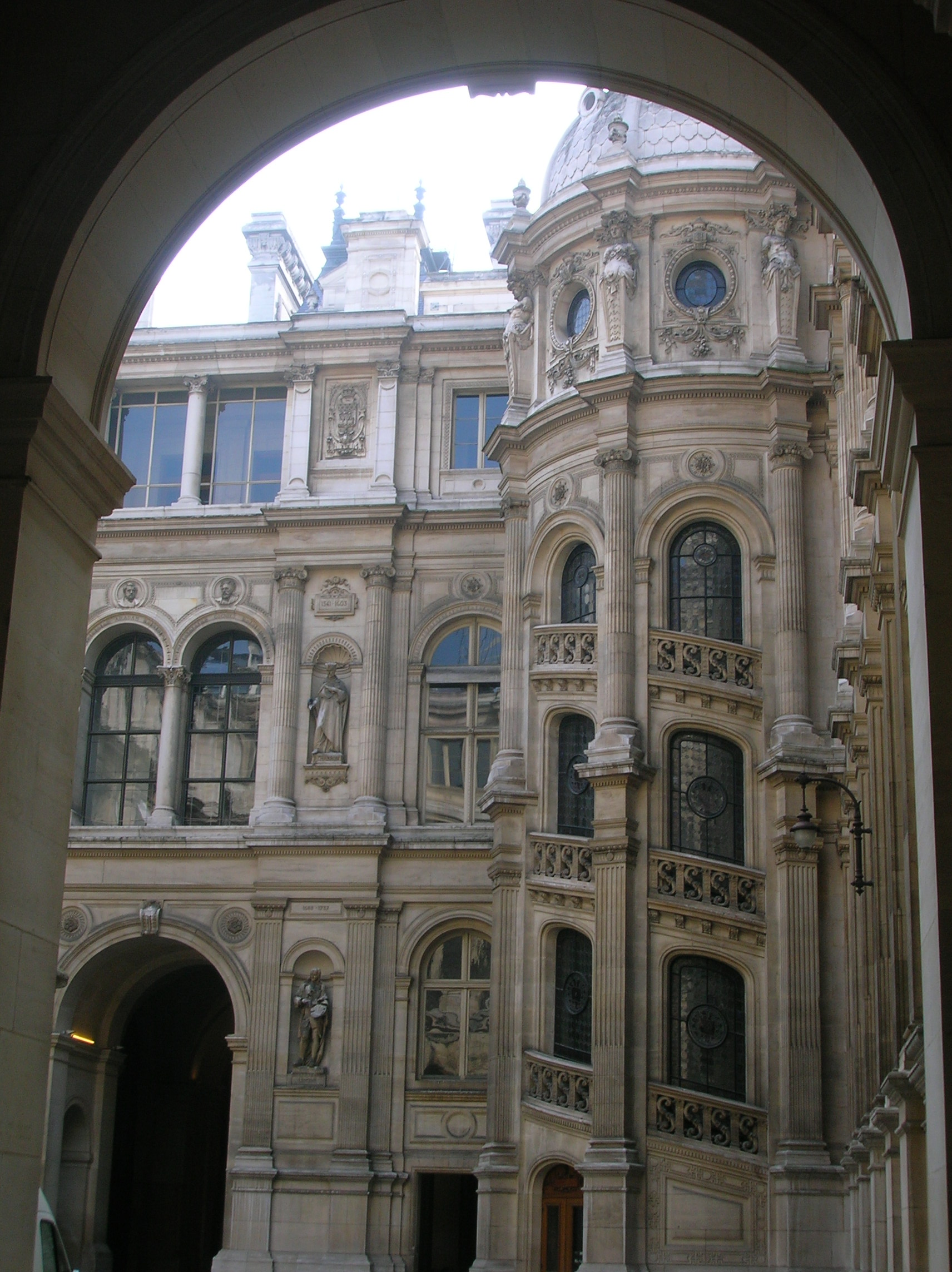
中庭の様子

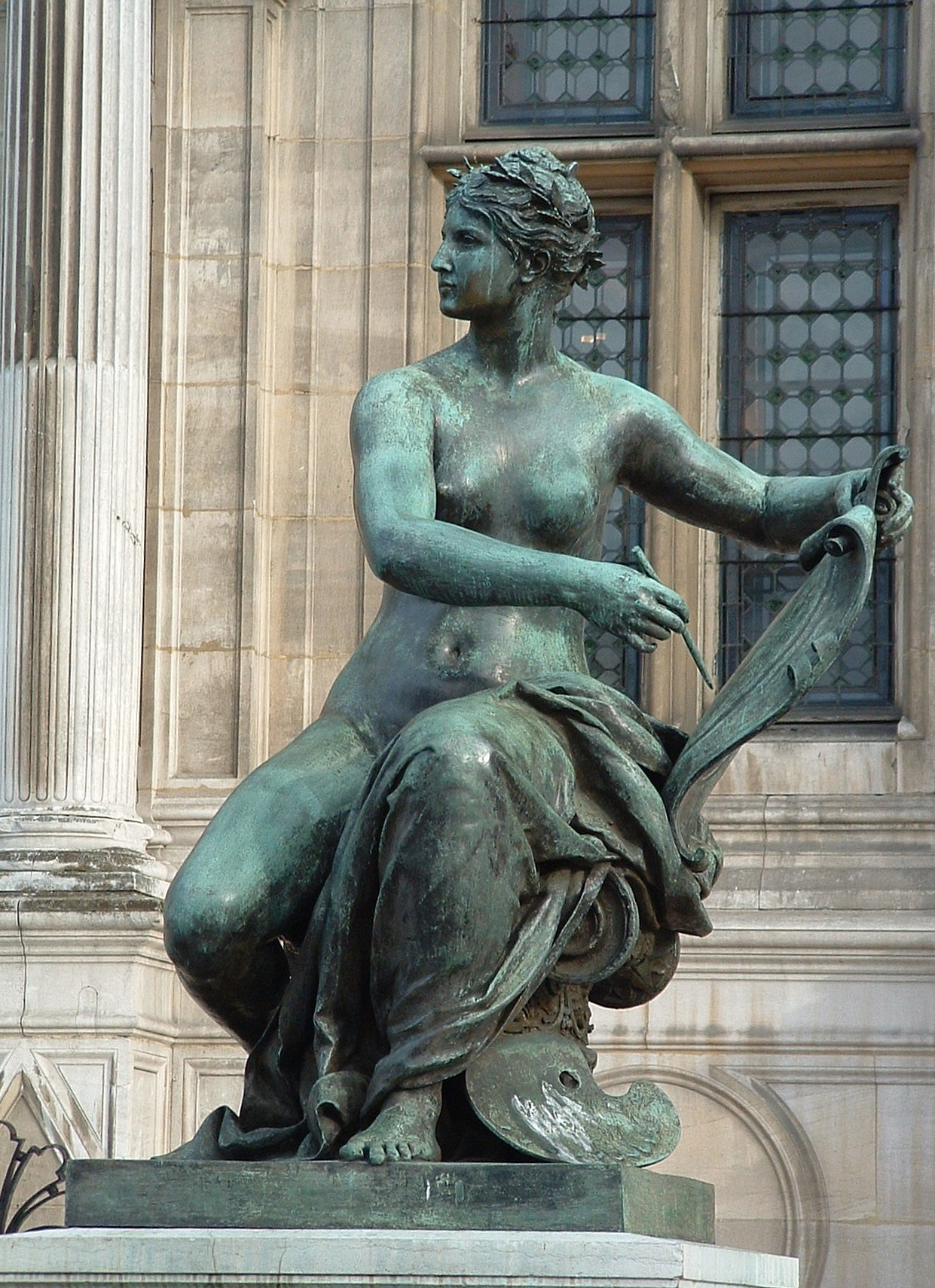
『芸術』ローラン・マルケスト作。

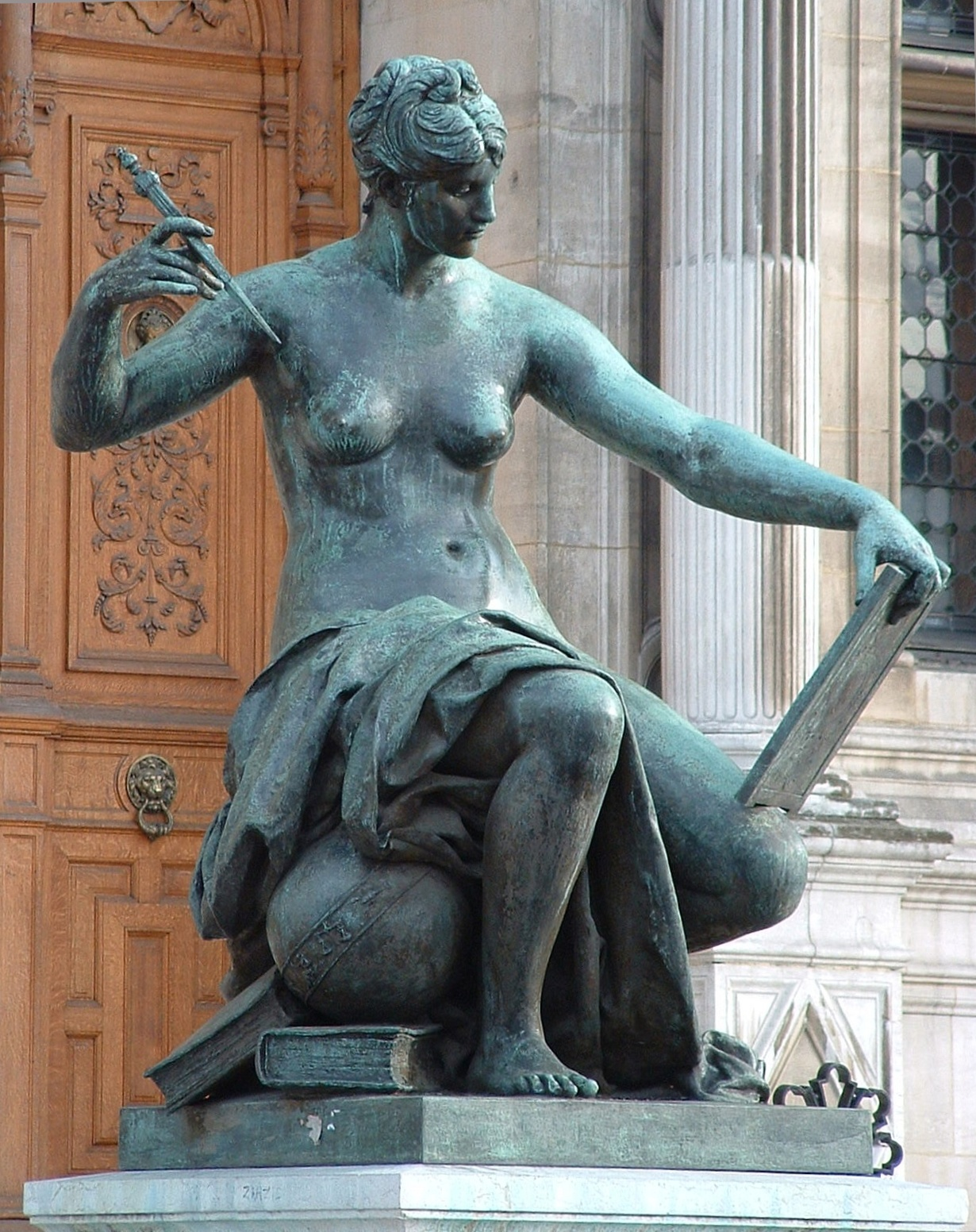
『科学』ジュール・ブランシャール作。

市庁舎の再建には、1873年から1892年までの19年間を要した。建築家は、再建のための公開コンペティションを勝ち抜いたテオドール・バリューとエドゥアール・デペルトであった。バリューは、9区にあるサントトリニテ教会、及び1区にあるルーブル宮の東のファサード対面にある市庁舎の鐘架も手掛けている。加えて彼はまた、市庁舎の西に面した150m四方の広場にあるゴシック様式の鐘楼サン・ジャックの塔の再建にも携わった。
彼らは、火事の後に残った石造りの基礎を利用して、市庁舎の内部を再建した。市庁舎の外観には、1871年以前に建てられた16世紀フランス・ルネサンスの様式（北方ルネサンス）を取り入れる一方、内装には新しくデザインを施し、公式な部屋には1880年代様式で惜しげもなく装飾を施した。
時計の真下にある中央のドアの側には、ローラン・マルケスト作『芸術』、ジュール・ブランシャール作『科学』の寓意像がある。また他の彫刻家230人には、それぞれのファサードを飾るパリの著名人、ライオンその他の彫刻338体の制作が依頼された。その中には、エルネスト＝ウジェーヌ・イオールやアンリ・シャピュといった著名なアカデミー会員も含まれたが、とりわけ有名なのはオーギュスト・ロダンである。ロダンは、18世紀の数学者、ジャン・ル・ロン・ダランベール像を作製し、1882年に完成させた。
南側の壁にある像はエティエンヌ・マルセルのものである。彼はもっとも有名な商人頭であり、商人頭はその後の市長職へとつながった。マルセルは精力的に都市の権限を振るったが、1358年、暴徒集団に襲われて暗殺された。
内装は、ラファエル・コラン、ジャン＝ポール・ローランス、ピエール・ピュヴィス・ド・シャヴァンヌ、アンリ・ジェルベクス、エメ・モロー、アルフレッド・ロルといった、当時の流行画家により装飾がなされている。これらのほとんどは、現在でも建物のガイド・ツアーでその一部を観ることができる。

## 政治の舞台

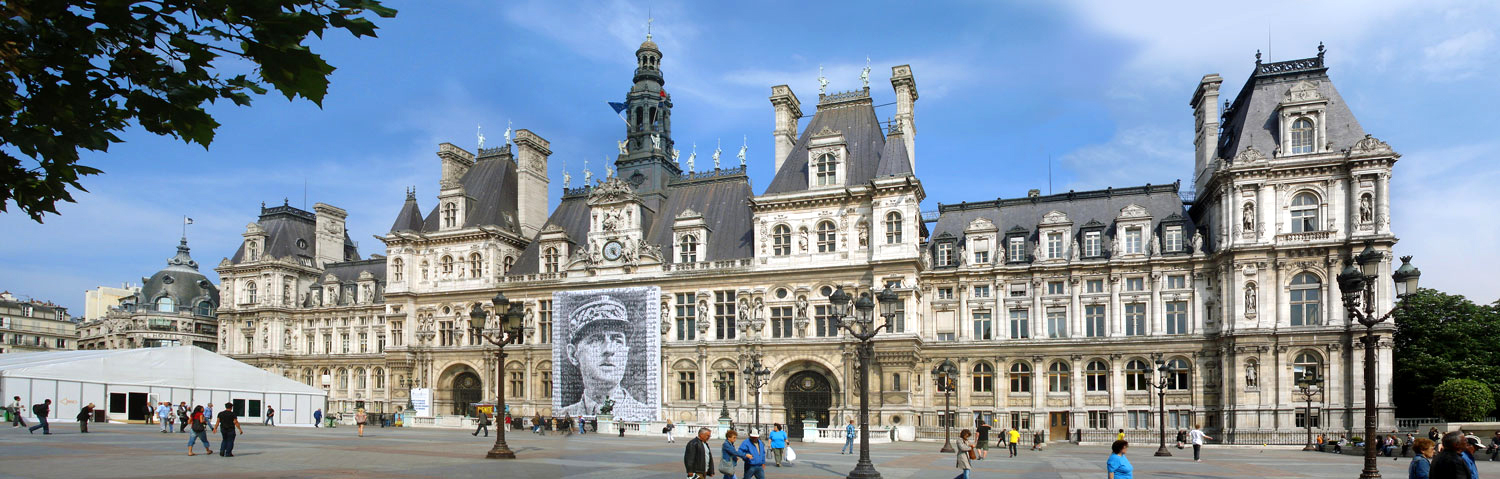
パリ市庁舎

フランス革命以来、市庁舎はいくつかの政治的事件の舞台となってきた。特に、1870年の第三共和政の宣言と、1944年8月25日のパリ解放に際し、シャルル・ド・ゴールが正面バルコニーから群衆に向けて行ったスピーチが有名である。
パリ市庁舎は、長年に渡ってジャック・シラクの『領土』であった。彼は1995年から2007年にかけてのフランス大統領であり、シラク派メンバーに与えられる違法な仕事や莫大な接待費予算といったスキャンダルの温床となった。
前市長のベルトラン・ドラノエは、社会党党員であり、同性愛であることを公表した初めてのパリ市長となった。
彼は2002年、市を挙げて行われた第1回の白夜祭(Nuit Blanche）で、長く閉じられてきた市庁舎のドアが一般に開放された当夜に、暴漢に襲われて刺された。
回復したドラノエは市庁舎利用への熱意を失うことなく、かつて市長公邸だった1400平方メートルのアパートを市職員用の保育所に改装している。

## 近隣
パリ市庁舎の北(左)側は、パリセーヌ川右岸を東西に走る目抜き通りのリヴォリ通りに面している。
近くにあるギャラリー・ラファイエット傘下の百貨店BHVの名は「 Bazar de l'Hôtel de Ville 」を意味しており、パリ市庁舎にちなんで名づけられている。また、サン・ジェルヴェ・エ・サン・プロテ教会は、パリ市庁舎に最も近い教会である。

## パリ市庁舎前のキス
- フォト『パリ市庁舎前のキス』（1950年、ロベール・ドアノー作）